# Pedicularis cenisia
Espèce
Classification phylogénétique
Pedicularis cenisia, ou Pédiculaire du Mont-Cenis, est une espèce de plantes du genre des pédiculaires et de la famille des scrophulariacées.